# NGC 6088B
NGC 6088B في الفهرس العام الجديد، هي مجرة، تقع في كوكبة التنين. اكتشفت في 24 أبريل 1789 بواسطة ويليام هيرشل.

## روابط خارجية
- NGC 6088B على موقع ويكي سكاي: DSS2, SDSS, GALEX, IRAS, Hydrogen α, X-Ray, Astrophoto, Sky Map, Articles and images